# 코소보인
코소보인(알바니아어: Kosovarët)은 코소보 국적을 가진 사람을 의미한다. 코소보인들은 주로 알바니아계 민족이다.
코소보 시민권은 출생, 입양, 귀화, 국제 조약, 기타 특정 형태를 통해 취득된다.

## 민족
코소보의 인구는 약 200만 명이다. 알바니아계는 92.9%로 코소보에서 다수를 차지하고 있다. 대부분의 코소보인은 무슬림이며 알바니아어를 사용한다.

## 같이 보기
- 코소보의 인구